# Gratkorn
Gratkorn är en ort och kommun i Österrike. Den ligger i distriktet Graz-Umgebung i förbundslandet Steiermark,  140 km sydväst om huvudstaden Wien.
Kommunen består av fyra orter/ortsdelar (Ortschaften) (inom parentes invånarantal 1 januari 2024):
- Forstviertel (666)
- Freßnitzviertel (860)
- Kirchenviertel (6 084)
- Sankt Veit (189)
- Unterfriesach (511)